# Chandelier
«Chandelier» (с англ. — «Люстра») — песня австралийской певицы и автора-исполнителя Сии Ферлер, изданная 17 марта 2014 года в качестве первого сингла с её шестого студийного альбома 1000 Forms of Fear на лейблах Monkey Puzzle Records и RCA Records. Песню написала сама Ферлер вместе с Джесси Шаткином, а продюсерами стали Грег Карстин и Шаткин.
Сингл получил положительные отклики музыкальных критиков (его называют одним из лучших в 2014 году), видео получило 2 номинации на премию MTV Video Music Awards (выиграв одну в категории «Лучшая хореография»), а танец 11-летней Мэдди Зиглер в видеоклипе назван Нолан Фини (обозревателем из журнала Time) лучшим танцем 2014 года.
По итогам 2014 года песня заняла 25-е место в Списке 100 лучших песен года (Hot 100 songs) американского журнала Billboard.
Песня и видео получили 4 номинации на премию Грэмми в категориях Лучшая песня года, Лучшая запись года, Лучшее сольное поп-исполнение и Лучшее музыкальное видео.

## История
«Chandelier» была написана Сией Ферлер вместе с Джессом Шаткиным и спродюсирована Грегом Карстином и Шаткиным. Песню описывают как балладу в стиле синти-поп с синтезаторами, боевыми барабанами и ритмами хип-хопа и электронной музыки, Ар-энд-Би, и влиянием регги. Песня сопровождается потрясающим по силе вокальным исполнением автора-исполнителя.
17 марта 2014 года сингл «Chandelier» вышел в цифровом формате в магазинах iTunes Store через Monkey Puzzle, с дистрибуцией фирмы RCA Records. В Великобритании «Chandelier» был издан в цифровом формате 29 июня 2014. День спустя, 30 июня 2014, он был запущен фирмой RCA Records на американских радиостанциях стиля Adult contemporary (30 июня 2014). Сингл был сертифицирован в 3-кр. платиновом статусе в Австралии (ARIA) и в платиновом статусе в Новой Зеландии (RMNZ). В июне 2014 сингл был сертифицирован в платиновом статусе в Канаде (Music Canada).
Продажи сингла в США превысили миллион копий к августу 2014 года и достигли 1,7 млн к концу года. К январю 2015 года тираж превысил 2 млн копий.

## Живые выступления
19 мая 2014 года сингл Chandelier и сопровождающий его видеоклип были воссозданы певицей во время живого представления песни на телешоу The Ellen DeGeneres Show с участием в главной роли Мэдди Зиглер, танцующей перед аудиторией, и Ферлер, поющей и стоящей лицом к стене.
Сия также представила песню 9 июня 2014 года в шоу американского комика Сета Майерса Late Night with Seth Meyers, сделав это вместе с актрисой Линой Данэм, звездой из американского комедийного телесериала Девчонки. 4 июля 2014 Сия выступала с песней на шоу Джимми Киммел в прямом эфире.
30 июля 2014 года Сия представила песню на шоу «SoundClash» канала VH1, за всё время которого она простояла отвернувшись от камеры.

## Отзывы
Песня получила положительные отзывы музыкальной критики и интернет-изданий, например, таких как Gigwise (критик Эндрю Трендал отметил, что песня «вознесла Сию из закадрового талантливого автора в суперзвезду в собственном исполнении»; ранее Ферлер писала песни для таких знаменитостей как Рианна, Бритни Спирс, Бейонсе, Кристина Агилера, Flo Rida, David Guetta и других звёзд), Time, Pitchfork Media, MuuMuse (Брэдли Штерн назвал «Chandelier» лучшим поп-синглом 2014 года, отметив и авторские и голосовые данные Сии), VH1 (Эмили Экстон назвала эту песню самой лучшей из всех, когда-либо написанных Ферлер), HitFix (Мелинда Ньюман считает что Сиа может сделать и ещё лучше, чем это). В июле 2014 года журнал Billboard в своём обзоре «10 Best Songs of 2014 (so far)» назвал «Chandelier» одной из лучших песен первой половины года, отметив, что «после своего вклада в творчество таких знаменитостей как Рианна и Кэти Перри, Сиа наконец-то сделала гимн и для себя».
Журнал Rolling Stone поместил песню под № 15 в своём списке лучших песен 2014 года (50 Best Songs of 2014). также песня вошла в списки лучших по итогам 2014 года у таких изданий как Time Out (№ 19 в их списке The 50 best songs of 2014), Complex (№ 31), PopMatters (№ 11 в их The 75 Best Songs of 2014), Spin (№ 8 в их списке The 101 Best Songs of 2014), Slant Magazine (№ 14 в их The 25 Best Singles of 2014), Pazz and Jop (№ 7 в их списке Single of the Year 2014), Consequence of Sound (№ 5 в их Top 50 Songs of 2014) .

### Итоговые годовые списки
| Публикация           | Список                      | Ранг |
| -------------------- | --------------------------- | ---- |
| Consequence of Sound | Top 50 Songs of 2014        | 5    |
| Rolling Stone        | 50 Best Songs of 2014       | 15   |
| Complex              | The 50 Best Songs of 2014   | 31   |
| Spin                 | The 101 Best Songs of 2014  | 8    |
| Wondering Sound      | 75 Best Songs of 2014       | 74   |
| Time Out             | The 50 Best Songs of 2014   | 19   |
| Slant Magazine       | The 25 Best Singles of 2014 | 14   |
| Pazz & Jop           | Single of the Year 2014     | 7    |

## Видео
6 мая вышел видеоклип песни «Chandelier» с участием в главной роли танцующей маленькой девочки в белом парике на фоне полупустой заброшенной квартиры. Клип стал настоящей сенсацией (за три месяца около 100 млн просмотров), а сингл имел успех. Режиссёрами музыкального видео стали сама Сиа Ферлер и Дэниель Аскилл, а хореографию поставил Райан Хеффингтон.
Танцевальные движения 11-летней актрисы, танцора и телеперсоны Мэдди Зиглер в видеоклипе названы Нолан Фини (обозревателем из журнала Time), возможно, лучшими в 2014 году, а журнал Slate назвал клип лучшим видео года.
«Chandelier» получил престижные номинации MTV Video Music Awards в категориях Лучшее видео года и Лучшая хореография (на церемонии, прошедшей 24 августа 2014 видео выиграло премию в категории «Лучшая хореография»).
5 декабря 2014 года видеоклип был номинирован на Премию «Грэмми» за лучшее музыкальное видео.
Видеоклип стал одним из самых популярных и просматриваемых на канале YouTube (№ 7 по итогам за 2014 год, достигнув более 1 млрд просмотров).
В 2018 году журнал Billboard включил видео в свой список лучших музыкальных клипов XXI века (выбор критиков № 18 в «The 100 Greatest Music Videos of the 21st Century»).

## Кавер-версии
- Сара Бареллис в июле 2014 года представила свою кавер-версию песни Chandelier во время шоу в Чикаго в ходе её концертного тура «Little Black Dress Tour»[54][55].
- Эмили Уэст[англ.] заслужила похвалы от членов жюри после исполнения песни с оркестровым исполнением во время конкурса талантов America’s Got Talent[англ.] в июле 2014 года[56][57].
- Ирландская группа The Script 2 сентября 2014 года исполнила эту песню в радопрограмме «Live Lounge» станции BBC Radio 1[58].
- Австралийская певица Риган Дерри[англ.] представила песню в живом исполнении в 6-й серии телешоу The X Factor Australia[англ.] в августе 2014, вызвав овацию судейской коллегии. Также Андреа Фаустини (Andrea Faustini) исполнил эту песню на британском шоу The X Factor UK в ноябре 2014 года[59].
- Георгий Долголенко в августе 2014 года записал кавер-версию песни и снял клип. 12-летний мальчик довольно точно повторил все нюансы вокала, ранее исполненные австралийкой. По сюжету клипа маленький пастух с козой отправляется из своей деревни посмотреть на большой город. В аранжировке использованы балалайки, баян, а также вплетена тема из оперы «Князь Игорь»[60][61][62]. Впоследствии, Георгий выступил с этой песней во втором сезоне проекта «Голос. Дети»[63].
- Александра Воробьёва исполнила песню в шоу «Голос» (сезон 3), став там победительницей в финале 2014 года[64][65].
- Дария Ставрович (солистка группы «Слот»), исполнила песню в полуфинале шоу «Голос» (сезон 5)[66].
- Кавер-версия песни была исполнена в 11 серии 6 сезона сериала Glee («Хор») в эпизоде «We Built This Glee Club» (119-й в сумме эпизод, март 2015), Samantha Marie Ware, Becca Tobin и Laura Dreyfuss представили песню, J.J. Totah станцевал, а Marshall Williams качался на люстре[67].
- В марте 2017 году юная филиппинская певица Elha Nympha[англ.] исполнила свой кавер во втором сезоне американского телешоу Little Big Shots[англ.][68].
- 2018: российский певец Ярослав Дронов (cover)[69].

## Участники записи

### Места записи
- Вокал записан в студии Hot Closet, Эхо Парк , Калифорния
- Разработано в Echo Studios, Лос-Анджелес, Калифорния
- Смешано в студии Larrabee Sound, Северный Голливуд, Калифорния

### Персонал
- Автор песни, вокал — Сиа Ферлер
- Автор песни — Джесси Шаткин
- Продюсеры — Грег Кёрстин, Джесси Шаткин
- Барабаны , гитара , меллотрон , фортепиано — Грег Кёрстин
- Барабаны, клавишные — Джесси Шаткин
- Программирование — Джесси Шаткин
- Инжиниринг — Грег Кёрстин, Джесси Шаткин
- Дополнительный инжиниринг — Алекс Паско, Дельберт Бауэрс
- Сведение — Мэнни Маррокен
- Помощник по сведению — Крис Галланд, Делберт Бауэрс

## Список композиций
Digital download
1. «Chandelier» — 3:36

CD сингл
1. «Chandelier» — 3:36
2. «Chandelier» (Instrumental) — 3:36

Ремиксы; EP
1. «Chandelier» (Four Tet Remix) — 4:31
2. «Chandelier» (Plastic Plates Remix) — 4:27
3. «Chandelier» (Cutmore Club Remix) — 5:08
4. «Chandelier» (Hector Fonseca Remix) — 6:27
5. «Chandelier» (Liam Keegan Remix) — 5:16
6. «Chandelier» (Dev Hynes Remix) — 3:44

## Чарты и сертификации
| Чарт (2014-17)                      | Высшая позиция |
| ----------------------------------- | -------------- |
| Австралия (ARIA)                    | 2              |
| Австрия (Ö3 Austria Top 40)         | 2              |
| Бельгия/Фландрия (Ultratop 50)      | 8              |
| Бельгия/Валлония (Ultratop 50)      | 2              |
| Канада (Billboard Canadian Hot 100) | 6              |
| Чехия (Rádio — Top 100)             | 10             |
| Чехия (Singles Digitál Top 100)     | 2              |
| Дания (Tracklisten)                 | 6              |
| Финляндия (Suomen virallinen lista) | 5              |
| Франция (SNEP)                      | 1              |
| Германия (GfK)                      | 10             |
| Greece Digital Songs (Billboard)    | 1              |
| Венгрия (Single Top 40)             | 2              |
| Исландия (RÚV)                      | 6              |
| Ирландия (IRMA)                     | 5              |
| Израиль (Media Forest)              | 1              |
| Израиль (Media Forest TV Airplay)   | 2              |
| Италия (FIMI)                       | 2              |
| Япония (Billboard Japan Hot 100)    | 39             |
| Ливан (Lebanese Top 20)             | 3              |
| Нидерланды (Single Top 100)         | 27             |
| Новая Зеландия (Recorded Music NZ)  | 3              |
| Норвегия (VG-lista)                 | 4              |
| Польша (Polish Airplay Top 100)     | 1              |
| Шотландия (OCC Scotland)            | 4              |
| Словакия (Rádio — Top 100)          | 17             |
| Словакия (Singles Digitál Top 100)  | 3              |
| Испания (PROMUSICAE)                | 3              |
| Швеция (Sverigetopplistan)          | 5              |
| Швейцария (Schweizer Hitparade)     | 2              |
| Швейцария (Romandie)                | 1              |
| Великобритания (OCC UK Singles)     | 6              |
| США (Billboard Hot 100)             | 8              |
| США (Billboard Adult Contemporary)  | 17             |
| США (Billboard Adult Pop Airplay)   | 10             |
| США (Billboard Dance Club Songs)    | 1              |
| США (Billboard Pop Airplay)         | 11             |
| США (Billboard Rhythmic)            | 37             |

| Чарт           | Позиция |
| -------------- | ------- |
| Франция (SNEP) | 2       |

| Чарт (2010—2019)                                     | Позиция |
| ---------------------------------------------------- | ------- |
| Австралия (ARIA)                                     | 42      |
| Австралия (Artist Singles, ARIA)                     | 5       |
| Великобритания (UK Singles, Official Charts Company) | 40      |

| Чарт (2014)                                          | Позиция |
| ---------------------------------------------------- | ------- |
| Австралия (ARIA)                                     | 6       |
| Австрия (Ö3 Austria Top 40)                          | 27      |
| Бельгия (Ultratop Flanders)                          | 43      |
| Бельгия (Ultratop Wallonia)                          | 5       |
| Канада (Canadian Hot 100)                            | 26      |
| Дания (Tracklisten)                                  | 15      |
| Франция (SNEP)                                       | 3       |
| Германия (Official German Charts)                    | 43      |
| Венгрия (MAHASZ)                                     | 76      |
| Израиль (Media Forest)                               | 3       |
| Италия (FIMI)                                        | 15      |
| Нидерланды (Single Top 100)                          | 56      |
| Новая Зеландия (Recorded Music NZ)                   | 11      |
| Польша (ZPAV)                                        | 19      |
| Испания (PROMUSICAE)                                 | 13      |
| Швеция (Sverigetopplistan)                           | 15      |
| Швейцария (Schweizer Hitparade)                      | 9       |
| Великобритания (UK Singles, Official Charts Company) | 32      |
| США (US Billboard Hot 100)                           | 25      |
| США (US Adult Top 40, Billboard)                     | 49      |
| США (US Hot Dance Club Songs, Billboard)             | 9       |
| США (US Pop Songs, Billboard)                        | 43      |

| Чарт (2015)                                          | Позиция |
| ---------------------------------------------------- | ------- |
| Австралия (ARIA)                                     | 94      |
| Бельгия (Ultratop 50 Wallonia)                       | 38      |
| Канада (Canadian Hot 100)                            | 62      |
| Дания (Tracklisten)                                  | 94      |
| Франция (SNEP)                                       | 27      |
| Венгрия (MAHASZ)                                     | 44      |
| Италия (FIMI)                                        | 31      |
| Испания (PROMUSICAE)                                 | 37      |
| Швеция (Sverigetopplistan)                           | 73      |
| Швейцария (Schweizer Hitparade)                      | 48      |
| Великобритания (UK Singles, Official Charts Company) | 42      |
| США (US Billboard Hot 100)                           | 90      |

| Чарт (2016)                                          | Позиция |
| ---------------------------------------------------- | ------- |
| Франция (SNEP)                                       | 71      |
| Венгрия (MAHASZ)                                     | 73      |
| Южная Корея (S. Korean International Singles, Gaon)  | 100     |
| Великобритания (UK Singles, Official Charts Company) | 81      |

| Чарт (2019)        | Позиция |
| ------------------ | ------- |
| Южная Корея (Gaon) | 189     |

### Сертификации
| Регион | Сертификация     | Продажи   |
| --- | ---------------- | --------- |
| Австралия (ARIA) | 5× Платиновый    | 350 000^  |
| Австрия (IFPI Austria) | Золотой          | 15 000*   |
| Бельгия (BEA) | 2× Платиновый    | 60 000*   |
| Канада (Music Canada) | 3× Платиновый    | 240 000*  |
| Дания (IFPI Danmark) | 3× Платиновый    | 270 000   |
| Франция (SNEP) | Бриллиантовый    | 233 333   |
| Германия (BVMI) | Платиновый       | 300 000   |
| Италия (FIMI) | 5× Платиновый    | 250 000   |
| Мексика (AMPROFON) | 2× Бриллиантовый | 600 000   |
| Новая Зеландия (RMNZ) | 2× Платиновый    | 30 000*   |
| Норвегия (IFPI Norway) | 5× Платиновый    | 50 000    |
| Республика Корея | —                | 2,500,000 |
| Испания (PROMUSICAE) | 3× Платиновый    | 120 000   |
| Швеция (GLF) | 4× Платиновый    | 160 000   |
| Швейцария (IFPI Switzerland) | Платиновый       | 30 000^   |
| Великобритания (BPI) | 4× Платиновый    | 2 400 000 |
| США (RIAA) | 9× Платиновый    | 9 000 000 |
| Стриминг |                  |           |
| Дания (IFPI Danmark) | 2× Платиновый    | 5 200 000 |
| Испания (PROMUSICAE) | Платиновый       | 8 000 000 |
| * Данные о продажах приведены только на основе сертификации. · ^ Данные о тиражах приведены только на основе сертификации. · Данные о продажах + прослушиваниях приведены только на основе сертификации. · Данные только о прослушиваниях приведены на основе сертификации. |                  |           |